# Jointy, konserwy, muzyka bez przerwy
Jointy, konserwy, muzyka bez przerwy – pierwszy mixtape DonGURALesko, stworzony wspólnie z DJ Kostkiem. Został wydany w 2006 przez wytwórnię 5 Element Studio.

## Lista utworów
Opracowano na podstawie źródła.
1. "Król powrócił-Intro" - 0:27
2. "Gural raz" - 1:23
3. "Wyhylylybymy (Remix)" - 2:02
4. "Z koncertu na koncert" (gościnnie Shellerini) - 2:50
5. "5 Chinek" - 2:06
6. "Na pewno" - 2:25
7. "Właśnie wyszedłem z chaty" - 1:23
8. "Yo mama" (gościnnie Shellerini) - 2:40
9. "Sabasan" - 2:18
10. "Mam to co mam" (gościnnie RR Brygada) - 4:10
11. "Hlamyhalamy" - 1:50
12. "Winipropz." - 0:40
13. "Nie lubisz mnie?" (gościnnie Kaczor) - 2:28
14. "Łyk łychy" (gościnnie Shellerini) - 3:37
15. "Tak kozatzko" (gościnnie Shellerini) - 2:38
16. "Kac" - 1:24
17. "5 ELEMENT Pali" (gościnnie Rafi) - 2:48
18. "Nooseem (MUFLONstyleREMIX)" (gościnnie Wall-E) - 3:26
19. "Ty jesteś raper?" - 1:01
20. "Diamentowy Hann" - 1:54
21. "Ej wy tam" (gościnnie Wall-E, DJ Feel-X) - 4:07
22. "Samotny cowboy" (gościnnie Ramona 23) - 2:02
23. "Te Typy (MIXERRREMIX)" (gościnnie Sido) - 3:09